# Ballagás

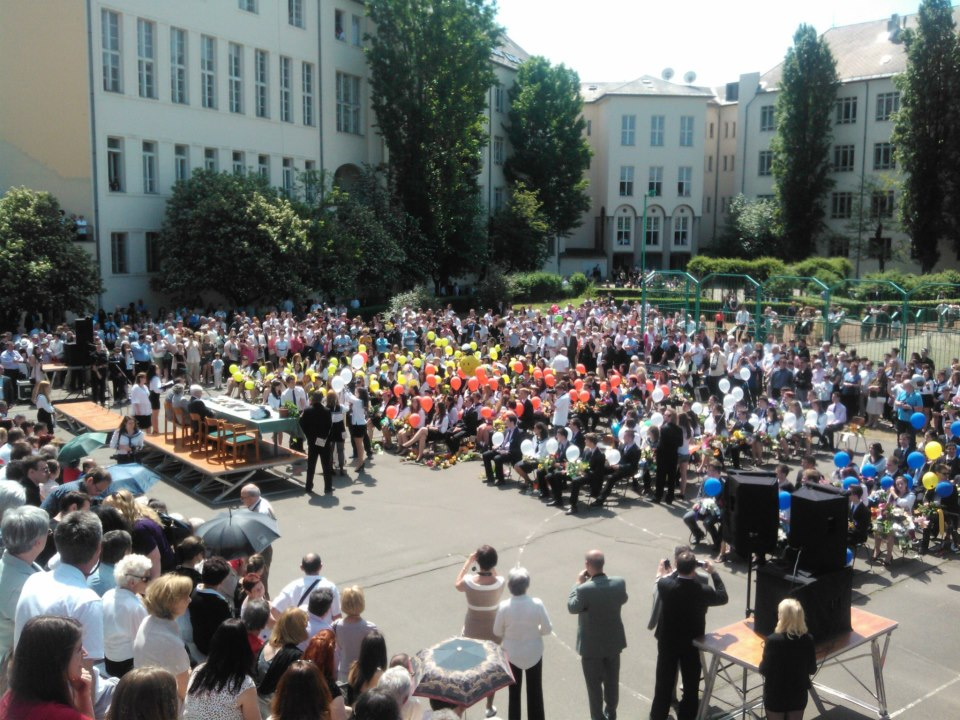
Szent László Gimnázium

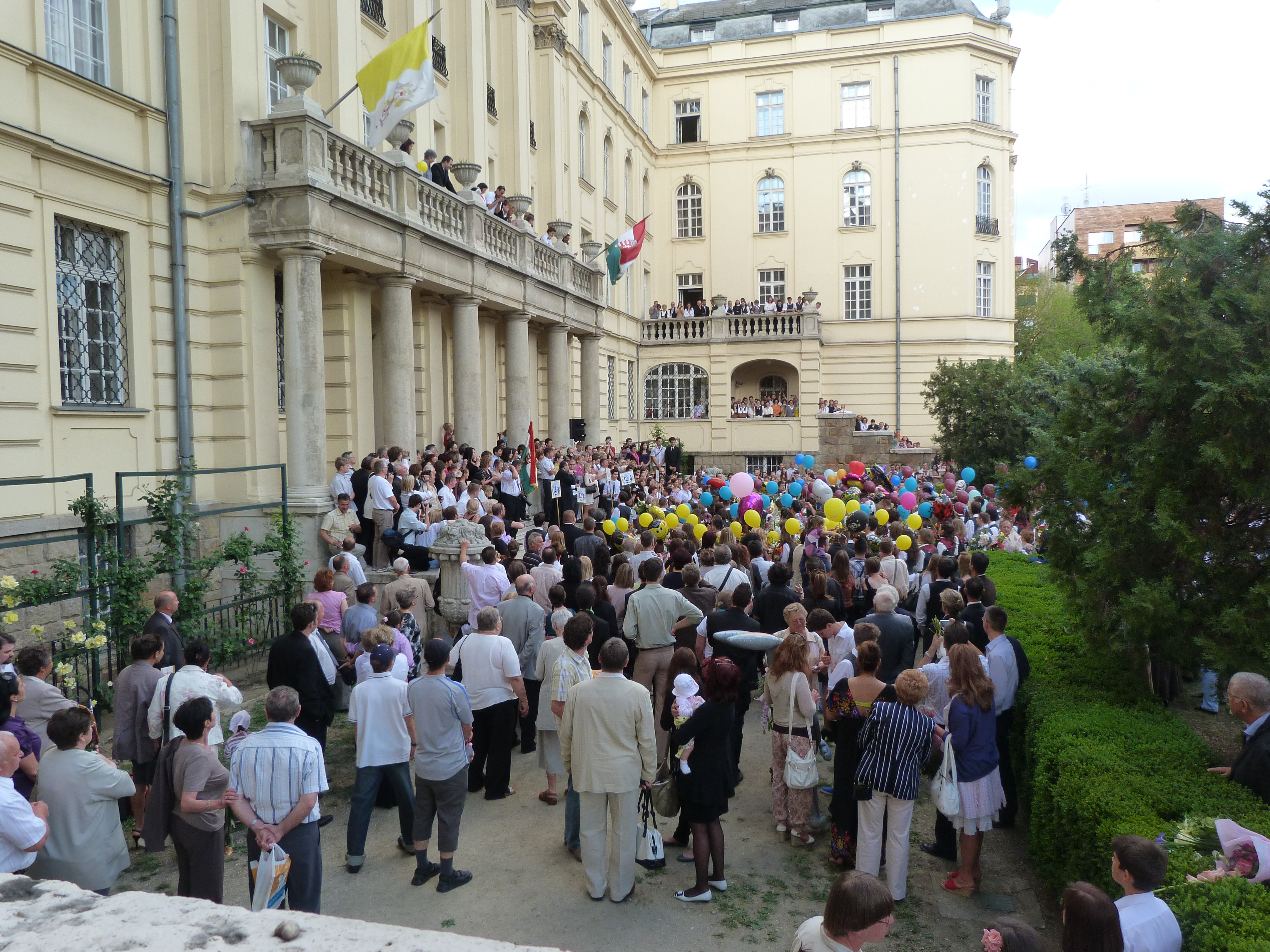
Szent Margit Gimnázium

Ballagás – uroczystość, która jest obchodzona na Węgrzech przez uczniów ostatniej klasy szkoły podstawowej lub średniej; w przypadku uczniów przygotowujących się do matury w maju, a w przypadku uczniów kończących szkołę podstawową w czerwcu.
Wyrażenie pochodzi od łacińskiego słowa valentas (~ pożegnalny, żegnający się).
Zwyczaj ten rozprzestrzenił się na Węgrzech w latach 70. XIX wieku z Bańskiej Szczawnicy (w tym czasie: Besztercebánya). Uczniowie tamtejszej Akademii Górniczej i Leśniczej na pożegnanie szkoły śpiewali pieśń zaczynającą się słowami Ballag már a vén diák… (Idzie już w korowodzie stary uczeń...). Tradycja szybko rozprzestrzeniła się na cały kraj i do XX wieku stała się powszechna. Od lat 20. XX w. na uroczystościach zaczęto śpiewać węgierską pieśń ludową rozpoczynającą się Elmegyek, elmegyek... (Odchodzę, odchodzę...), a uczniowie ostatniego rocznika, w noc poprzedzającą ballagás, śpiewali swoim nauczycielom serenady.
W dniu ballagásu uczniowie przechodzą korytarzami szkoły, podążając za chorążym. Na ramieniu każdego wisi torebka tzw. tarisznya, do której włożono pogácsa (węgierskie serowe bułeczki), sól, ziemię, drobne pieniądze oraz zdjęcie szkoły, wszystko podarowane przez uczniów niższych klas. Rodzice i krewni obdarowują świętujących kwiatami i innymi podarunkami. W czasie szkolnej uroczystości uczniowie każdej klasy przywołują wspomnienia ze wspólnych lat, a nauczyciele udzielają dobrych rad swoim odchodzącym uczniom. Po szkolnej uroczystości rodzice często urządzają spotkanie, którym najczęściej jest rodzinny obiad lub kolacja.
Ballagás ma też symboliczne znaczenie: absolwenci żegnają się nie tylko ze swoją szkołą, ale też z dotychczasowym życiem, ponieważ może być traktowany jako zamknięcie pewnej epoki, po której czeka na nich nowe życie. Ballagás jest także symbolem końca dzieciństwa i początku dorosłości.